# James Purdey & Sons
James Purdey & Sons，簡稱Purdey，是一家位於英國倫敦的製槍公司，也是運動及觀賞用獵槍與來福槍的頂級名牌，擁有來自英國及世界多國皇室的皇家製槍委任狀。1994年併入歷峰集團旗下。

## 歷史
James Purdey & Sons的創業者James Purdey原在著名製槍師Joseph Manton下工作，後來1814年時在王子街（Princes Street）創立了他自己的製槍工廠，1826年遷廠到牛津街（Oxford Street）。1838年，維多利亞女王購買了一對Purdey製的手槍，是英國王室首次選用Purdey製品的記錄。
1858年由其兒子James Purdey the Younger（外部圖片）繼承衣缽，1882年公司遷至南奧德利街（South Audley Street）和蒙特街（Mount Street）的街角直至今日（外部圖片）。
由於該公司的製槍技巧高超，品質精美而優良，1868年首次獲得來自威爾斯親王的皇家製槍委任狀，成為御用製槍師，得到了皇室的肯定。隨後揚名海外，一度歐洲的皇室中有90%都是該公司的客戶。

## 特色
James Purdey & Sons的作品特色為純手工打造，為客戶量身訂製，選料及加工皆非常講究，裝飾極其華麗，洋溢著奢華的皇家氣息。平均每件作品約需700小時才能完成，以一日10小時工時計算，相當於70天。

## 外部連結
- James Purdey & Sons（页面存档备份，存于）